# 33a Divisió (Exèrcit Popular de la República)
La 33a Divisió va ser una de les divisions de l'Exèrcit Popular de la República que es van organitzar durant la Guerra Civil espanyola sobre la base de les Brigades Mixtes. Va estar desplegada en els fronts de Aragó i Guadalajara.

## Historial
La unitat va ser creada el 28 abril de 1937, com una divisió de reserva de l'Exèrcit de l'Est. El comandament de la unitat va recaure en el comandant d'infanteria Eduardo Medrano Rivas. La unitat posteriorment va ser assignada al IV Cos d'Exèrcit, cobrint el front de Guadalajara. La 33a Divisió va tenir un paper poc rellevant durant la contesa.

## Comandaments
Comandants
- comandant d'infanteria Eduardo Medrano Rivas;[5]
- major de milícies José Sabín Pérez;[6]
- major de milícies José Ramón Poveda;
- major de milícies José Luzón Morales;

Comissaris
- Josep Robusté Parés, del P. Sindicalista;[7]

## Ordre de batalla
| Data               | Cos d'Exèrcit adscrit          | Brigades Mixtes integrades | Front de batalla |
| ------------------ | ------------------------------ | -------------------------- | ---------------- |
| Juny de 1937       | Reserves de l'Exèrcit de l'Est | 136a, 138a i 139a          | Aragó            |
| 30 d'abril de 1938 | IV Cos d'Exèrcit               | 98a, 136a i 138a           | Guadalajara      |
| Novembre de 1938   | IV Cos d'Exèrcit               | 65a, 136a i 138a           | Guadalajara      |